# Erasmo
Erasmo  è un nome proprio di persona italiano maschile.

## Varianti
- Maschili: Esarmo
  - Ipocoristici: Eramo[4], Ermo[4][7], Elmo[4], Telmo[4]
- Femminili: Erasma[1][4]
  - Ipocoristici: Erma[4], Elma[4], Telma[4]

### Varianti in altre lingue
- Basco: Erasma[8]
- Catalano: Erasme[8]
- Croato: Erazmo
- Danese: Rasmus[2][3], Erasmus
- Finlandese: Rasmus[3]
- Francese: Érasme
- Greco antico: Ἔρασμος (Érasmos)[2]
- Inglese: Erasmus[3]
- Islandese: Rasmus
- Latino: Erasmus[1]
  - Femminili: Erasma[1]
- Olandese: Erasmus
- Polacco: Erazm
- Portoghese: Erasmo[2]
- Rumeno: Erasm
- Russo: Эразм (Ėrazm)
- Sloveno: Erazem[2]
- Spagnolo: Erasmo[2][8]
- Svedese: Rasmus[2], Erasmus
- Tedesco: Erasmus
- Ungherese: Erazmus

## Origine e diffusione
Deriva dal nome greco Ἔρασμος (Érasmos, latinizzato in Erásmus), a sua volta dall'aggettivo ἐράσμιος (erásmios, dal verbo ἔραμαι, éramai, "amare", "desiderare"), che significa "amato", "piacevole", "amabile"; dalla stessa radice deriva anche il nome Eros. Per semantica, è analogo a molti altri nomi, quali Amato, Abibo, Agapito, Davide ed Armas.
Il nome, ben utilizzato già nell'antica Roma, è sopravvissuto durante il Medioevo grazie al culto di vari santi così chiamati, in particolare sant'Erasmo o sant'Elmo, ed è poi stato reso ulteriormente celebre grazie alla fama dell'umanista olandese Erasmo da Rotterdam. Riguardo alla sua diffusione, in Italia è presente in tutta la penisola, con diverse frequenze per le varie forme; in quella fondamentale, è attestato per un terzo in Lazio e Campania settentrionale.

## Onomastico
L'onomastico viene generalmente festeggiato il 2 giugno in onore di sant'Erasmo o sant'Elmo, vescovo di Formia e martire, patrono dei marinai. Con questo nome si ricordano inoltre:
- 3 giugno, sant'Erasmo, martire a Roma[12]
- 18 giugno, sant'Erasmo, anacoreta e confessore[11]
- 25 novembre, sant'Erasmo, vescovo in Siria, martire ad Antiochia sotto Licinio[5][12]

La forma femminile può invece festeggiarlo il 3 settembre in memoria di santa Erasma, vergine e martire ad Aquileia con altre compagne.

## Persone

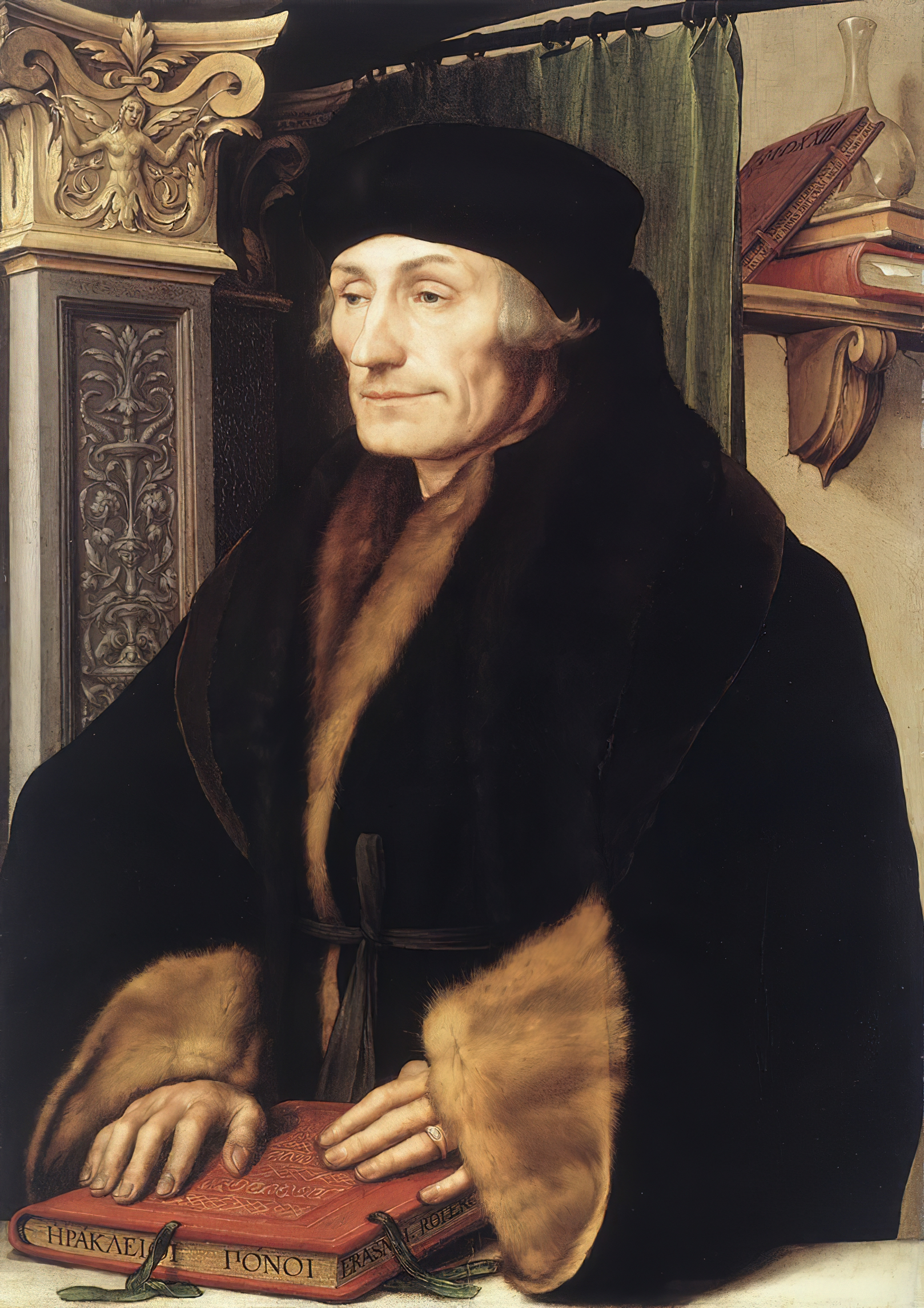
Erasmo da Rotterdam

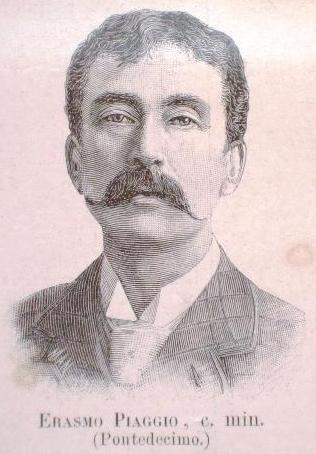
Erasmo Piaggio

- Erasmo Bartoli, compositore e insegnante italiano
- Erasmo Colapietro, politico italiano
- Erasmo da Montecassino, teologo italiano
- Erasmo da Narni, detto Gattamelata, condottiero italiano
- Erasmo da Rotterdam, teologo, umanista e filosofo olandese
- Erasmo di Formia, vescovo e santo italiano
- Erasmo di Valvasone, poeta italiano
- Erasmo Iacovone, calciatore italiano
- Erasmo Lucido, calciatore italiano
- Erasmo Marotta, compositore italiano
- Erasmo Marrè, scienziato e partigiano italiano
- Erasmo Paravicini, vescovo cattolico italiano
- Erasmo Petringa, musicista, polistrumentista, arrangiatore e direttore d'orchestra italiano
- Erasmo Piaggio, imprenditore, armatore e banchiere italiano
- Erasmo Recami, fisico italiano
- Erasmo Salemme, pallavolista e allenatore di pallavolo italiano
- Erasmo Zamperlini, calciatore italiano

### Variante Erasmus

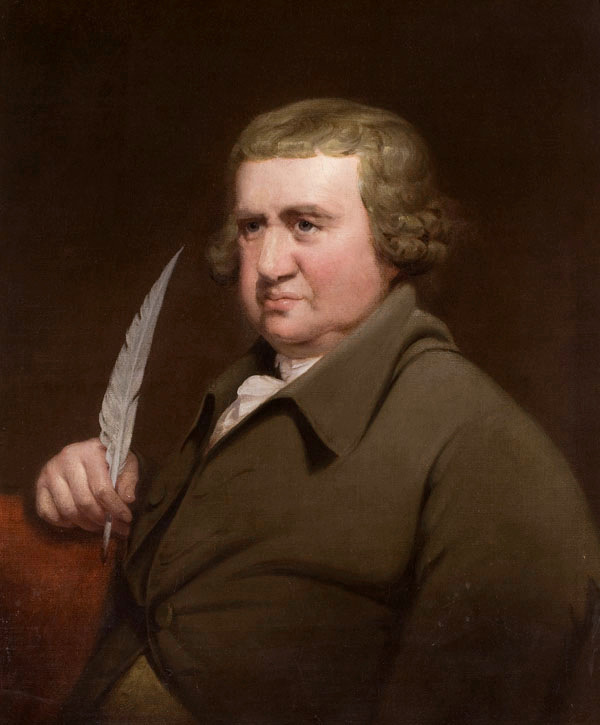
Erasmus Darwin

- Erasmus Alberus, umanista, teologo, poeta favolista e polemista tedesco
- Erasmus Darwin, filosofo, poeta, medico e naturalista britannico
- Erasmus Quellinus il Giovane, pittore fiammingo
- Erasmus Quellinus il Vecchio, scultore belga
- Erasmus Reinhold, astronomo e matematico tedesco
- Erasmus Widmann, organista e compositore tedesco

### Variante Rasmus

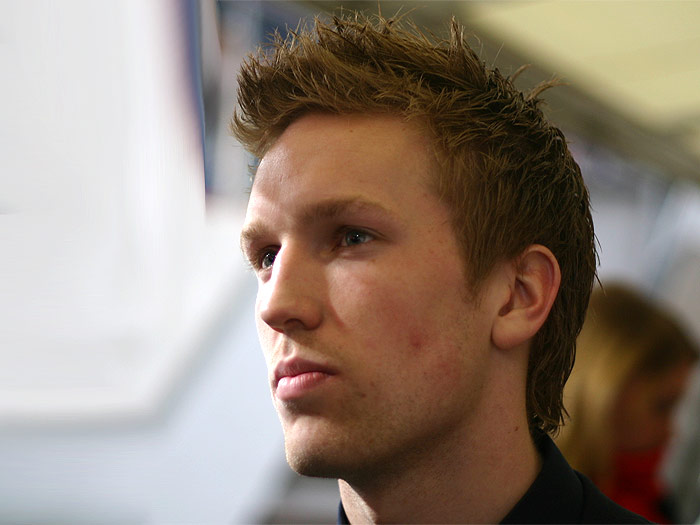
Rasmus Lindgren

- Rasmus Bartholin, fisico, medico e scienziato danese
- Rasmus Bengtsson, calciatore svedese
- Rasmus Daugaard, calciatore danese
- Rasmus Elm, calciatore svedese
- Rasmus Falk Jensen, calciatore danese
- Rasmus Fleischer, giornalista svedese
- Rasmus Henning, triatleta danese
- Rasmus Jönsson, calciatore svedese
- Rasmus Lerdorf, programmatore danese
- Rasmus Lindgren, calciatore svedese
- Rasmus Quist Hansen, canottiere danese
- Rasmus Christian Rask, filologo e linguista danese
- Rasmus Würtz, calciatore danese

### Altre varianti
- Erazem Lorbek, cestista sloveno
- Erazmus Ciolek Witelo, vero nome di Witelo, monaco, matematico, fisico, filosofo e teologo polacco

## Il nome nelle arti
- Rasmus è un personaggio del romanzo di Astrid Lindgren Rasmus e il Vagabondo.
- Erasmus "Ras" Leaf è un personaggio del film del 1965 Erasmo il lentigginoso, diretto da Henry Koster.

## Curiosità
- Dal nome Erasmo deriva, nell'italiano antico, il "mal di San Rasmo", semplicemente il mal di pancia, per la tradizione che il santo fosse stato torturato e sventrato.
- Il Progetto Erasmus (acronimo di European Region Action Scheme for the Mobility of University Students) sancisce la possibilità di uno studente universitario europeo di effettuare in una università straniera un periodo di studio legalmente riconosciuto dalla propria università. Fu così chiamato quale omaggio ad Erasmo da Rotterdam.